# عقوة
عَقْوَة أو كُرِّية (الاسم العلمي: Correa)، جنس نباتات مُزهرة برية وتزيينية من فصيلة السذابية. موطنها الأصلي من شرق أستراليا إلى كاليفورنيا. تضم 11 نوعا و26 نويعًا. التهجين الطبيعي بين الأنواع يجعل العلاقات التصنيفية داخل هذا الجنس مُشكلة. هناك أيضًا المئات من الأصناف المسماة، والتي تم تسجيل الكثير منها لدى هيئة تسجيل النبتات الأسترالية (ACRA).
تم تسمية جنس كورّيا على اسم عالم النبات البرتغالي خوسيه كوريا دا سيرا (1750-1823)، والمعروف باسم أبي كورّيا.